# Min kärlekssång till dig
Min kärlekssång till dig ("Mi canción de amor para ti") ("Jag har köpt mig en akustisk gitarr...") es una canción sueca de Lasse Berghagen que compitió Melodifestivalen 1974 con la canción, y tocó una guitarra acústica ("akustisk gitarr"), y terminó en segundo lugar.